# Diméthoxybenzène
Le diméthoxybenzène est un composé aromatique, constitué d'un cycle de benzène substitué par deux groupes méthoxyle.  Il existe en trois isomères, représentant les trois positions possibles des deux substituants sur le cycle :
- le 1,2-diméthoxybenzène ou orthodiméthoxybenzène, connu sous le nom trivial de vératrole ;
- le 1,3-diméthoxybenzène ou métadiméthoxybenzène ;
- le 1,4-diméthoxybenzène ou paradiméthoxybenzène.

## Propriétés
Les isomères ortho et méta sont des liquides incolores (l'ortho fondant à température ambiante), l'isomère para est quant à lui un solide cristallin blanc cassé.
| Diméthoxybenzène                 |                                                    |                                         |                                         |
| Nom                              | 1,2-diméthoxybenzène                               | 1,3-diméthoxybenzène                    | 1,4-diméthoxybenzène                    |
| Autre nom                        | orthodiméthoxybenzène o-diméthoxybenzène vératrole | métadiméthoxybenzène m-diméthoxybenzène | paradiméthoxybenzène p-diméthoxybenzène |
| Représentation                   | Structure du 1,2-diméthoxybenzène (vératrol)       | Structure du 1,3-diméthoxybenzène       | Structure du 1,4-diméthoxybenzène       |
| Numéro CAS                       | 91-16-7                                            | 151-10-0                                | 150-78-7                                |
| Numéro CAS                       | 27598-81-8 (mélange d'isomères)                    |                                         |                                         |
| PubChem                          | 7043                                               | 9025                                    | 9016                                    |
| Formule brute                    | C8H10O2                                            | C8H10O2                                 | C8H10O2                                 |
| Masse molaire                    | 138,17 g·mol−1                                     | 138,17 g·mol−1                          | 138,17 g·mol−1                          |
| État                             | liquide                                            | liquide                                 | solide                                  |
| Apparence                        | liquide incolore,                                  | liquide incolore,                       | cristaux blanc cassé                    |
| Masse volumique                  | 1,084 g·cm-3 (25 °C)                               | 1,055 g·cm-3 (25 °C)                    | 1,053 g·cm-3                            |
| Point de fusion                  | 22,5 °C                                            | −58 °C                                  | 56 °C                                   |
| Point d'ébullition               | 207 °C                                             | 217 à 233 °C                            | 213 °C                                  |
| Point d'éclair (coupelle fermée) | 72 °C                                              | 88 °C                                   | 125 °C                                  |
| Point d'auto-inflammation        |                                                    |                                         | 430 °C (1,000 hPa)                      |
| Pression de vapeur saturante     |                                                    |                                         | <1 hPa (25 °C)                          |
| LogP                             |                                                    |                                         | 2,08 (23 °C)                            |
| SGH                              | [ 1 ]                                              |                                         |                                         |
| Phrase H et P                    | H302                                               |                                         | H315                                    |
| Phrase H et P                    |                                                    | P280                                    |                                         |

## Synthèse
Les diméthoxybenzènes peuvent être synthétisés à partir de dihydroxybenzènes (catéchol, résorcinol et hydroquinone) via étherification par le sulfate de diméthyle. 